# Archer Fausto
Archer Fausto (ur. 13 października 1962) – mozambicki bokser.
Reprezentował swój kraj w boksie na Letnich Igrzyskach Olimpijskich 1988, zajmując 33. miejsce.